# Cenefia westlandica
Cenefia westlandica is een hooiwagen uit de familie Triaenonychidae.